# Бистриця (притока Кисуці)
Бистриця (словац. Bystrica) — річка, права притока річки Кисуца, в окрузі Кисуцьке Нове Место.
Довжина — 30 км.
Витік знаходиться в масиві Кисуцькі Бескиди — на висоті приблизно 930 метрів. Серед приток — Радостка; Гарвелка і Клубінський потік
Впадає у Кисуцу при місті Красно-над-Кисуцоу на висоті 380 метрів.